# Włodzimierz Wasilewicz

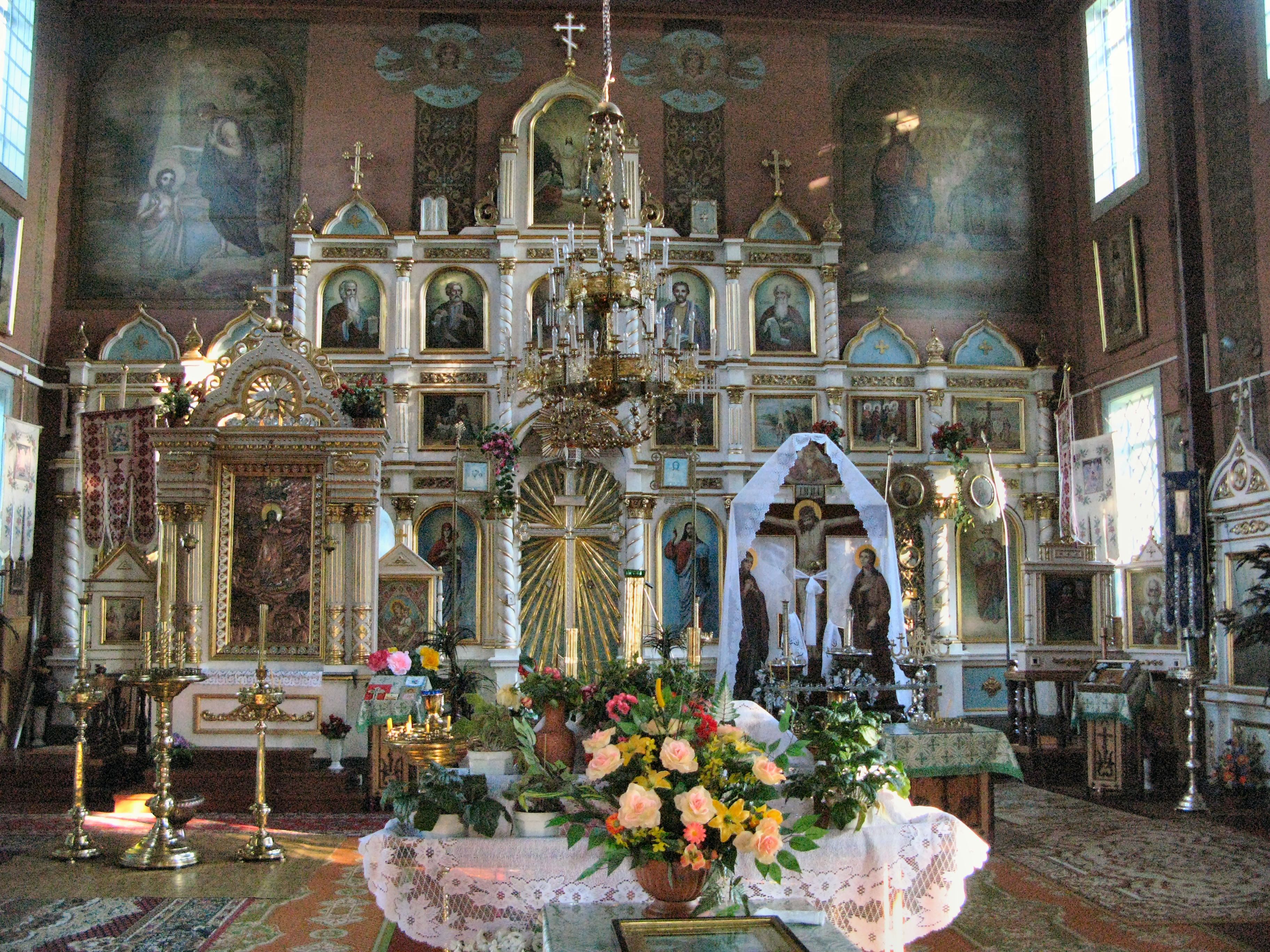
Wnętrze cerkwi w Puchłach: Ikony ikonostasu oraz malowidła ścienne autorstwa Włodzimierza Wasilewicza.

Włodzimierz Wasilewicz (ur. 15 kwietnia 1909 w Grodnie, zm. 21 lutego 1967 w Białymstoku) – polski malarz, grafik, scenograf.

## Życiorys
Studiował w Akademii Sztuk Pięknych w Warszawie (w latach 1930–1935). Do 1939 związany był z domem rodzinnym w Supraślu. W trudnych latach wojny zarobkował malowaniem portretów, zatrudniał się między innymi przy pracach konserwatorskich w starym barokowym kościele przy białostockiej Farze. 31 grudnia 1945 w białostockiej Farze zawarł związek małżeński z Sabiną Niwińską. Po wyzwoleniu włączył się w nurt życia kulturalnego, związał swą działalność z teatrem, gdzie objął stanowisko scenografa.

## Działalność artystyczna
Wraz ze Stanisławem Stolarczykiem był organizatorem Związku Polskich Artystów Plastyków w Białymstoku. Pracował w Liceum Sztuk Plastycznych w Supraślu oraz w Ognisku Plastycznym w Białymstoku. Brał czynny udział w przeprowadzaniu renowacji zabytków, między innymi Pałacu Branickich, Kaplicy Pałacu Archimandrytów w Supraślu, Wielkiej Synagogi w Tykocinie. Wykonywał polichromie: w cerkwi pw. św. Anny w Królowym Moście (1939), w cerkwi pw. Zaśnięcia Najświętszej Marii Panny w Zabłudowie (1942–43), cerkwi pw. Kosmy i Damiana w Rybołach (1943–44), cerkwi pw. Opieki Matki Bożej w Puchłach (1960).
Współpracował z PP PSP wykonując wiele prac, głównie z zakresu grafiki użytkowej. Uczestniczył każdego roku w środowiskowych wystawach plastycznych organizowanych w Domu Koniuszego a później w Okręgowym Muzeum. Ponadto eksponował swe prace na Ogólnopolskiej Wystawie Plastyki w Krakowie w 1946. Jego obrazy znajdują się w zbiorach prywatnych i państwowych.
Zmarł nagle w pracowni przy alei 1 Maja (obecnie Piłsudskiego) w wieku 58 lat. Pochowany został na cmentarzu prawosławnym Wszystkich Świętych w Białymstoku.